# Hệ phương trình
Trong toán học, nhiều tập hợp các phương trình đồng thời hay còn được gọi là hệ phương trình, là một tập hợp hữu hạn các phương trình cần tìm các nghiệm chung. Một hệ phương trình thường được phân loại theo cách tương tự như các phương trình đơn, cụ thể chính là:
- Hệ phương trình tuyến tính
- Hệ phương trình phi tuyến
- Hệ phương trình song tuyến tính
- Hệ phương trình đa thức
- Hệ phương trình vi phân
- Hệ phương trình sai